# 伍氏光鰓魚
伍氏光鰓魚（學名：Chromis woodsi），又稱伍氏光鰓雀鯛，是輻鰭魚綱鱸形目雀鯛科光鰓魚屬的其中一種，分布於西印度洋索馬利亞到莫三比克海峽海域，深度50至175公尺，本魚體呈卵圓形且側扁，尾柄上有一條黑色的縱帶，背鰭硬棘14枚、背鰭軟條11-12枚、臀鰭硬棘2枚、臀鰭軟條12-13枚，體長可達9.5公分，棲息在近海，以浮游生物為食，繁殖期時成對出現，雄魚會守護卵直到孵化，生活習性不明。